# Karamay
| Uigurische Bezeichnung          | Uigurische Bezeichnung |
| ------------------------------- | ---------------------- |
| Arabisch-Persisch (Kona Yeziⱪ): | قاراماي شەھىرى         |
| Lateinisch (Yengi Yeziⱪ):       | Ⱪaramay Xəⱨiri         |
| Kyrillisch (Sowjetunion):       | Қарамай шәһири         |
| offizielle Schreibweise (VRCh): | Karamay                |
| Aussprache in IPA:              | [qaramai]              |
| andere Schreibweisen:           | Karamai                |
| Chinesische Bezeichnung         |                        |
| Kurzzeichen:                    | 克拉玛依市             |
| Langzeichen:                    | 克拉瑪依市             |
| Umschrift in Pinyin:            | Kèlāmǎyī Shì           |
| Umschrift nach Wade-Giles:      | K’o-la-ma-i Shih       |

Karamay (chinesisch 克拉玛依市, Pinyin Kèlāmǎyī, uigurisch قاراماي شەھىرى) ist eine bezirksfreie Stadt im Uigurischen Autonomen Gebiet Xinjiang der Volksrepublik China. Der Name der Stadt ist von einem natürlichen Asphaltberg im Nordosten der Stadt abgeleitet. 1955 wurde hier aus der ersten Ölquelle gefördert, sie ist heute eine der Sehenswürdigkeiten der Stadt. Das Verwaltungsgebiet von Karamay hat eine Fläche von 7333,58 km² und 490.348 Einwohner (Stand: Zensus 2020). Ende 2005 betrug die Einwohnerzahl ca. 284.300, davon waren 76,6 % Han-Chinesen, 14,7 % Uiguren und 8,7 % Angehörige anderer, überwiegend turksprachiger Völker.

## Administrative Gliederung
Auf Kreisebene setzt sich die Stadt aus vier Stadtbezirken zusammen. Diese sind (Stand: Zensus 2010):
- Stadtbezirk Karamay (克拉玛依区), 3.833 km², 261.445 Einwohner, Stadtzentrum, Sitz der Stadtregierung;
- Stadtbezirk Dushanzi (独山子区), 400 km², 69.361 Einwohner;
- Stadtbezirk Baijiantan (白碱滩区), 1.272 km², 50.422 Einwohner;
- Stadtbezirk Orku (乌尔禾区), 2.229 km², 9.780 Einwohner;

## Sonstiges
Nach der Gründung der Volksrepublik China war Karamay das erste erschlossene Ölfeld des Landes. Karamay heißt in der Sprache der Uiguren "Schwarzes Öl".
Karamay hat ein trockenes und mit bis zu 40 Grad heißes Klima im Sommer. Im Winter kann die Temperatur auf unter minus 25 Grad fallen.